# Miss Brasil 1999
Miss Brasil 1999 foi a 45ª edição do tradicional concurso de beleza feminino de Miss Brasil, válido para a disputa de Miss Universo 1999. Esta edição foi realizada no dia oito de abril no espaço de eventos "Scala Rio" no estado do Rio de Janeiro. A sul mato-grossense Miss Brasil 1998 Michela Marchi coroou Renata Fan do Rio Grande do Sul no fim da competição. O concurso não teve transmissão televisiva e foi apresentado pela Miss Brasil 1986 Deise Nunes.

## Resultados

### Colocações
| Posição                 | Estado e Candidata |
| ----------------------- | --- |
| Vencedora               | - Rio Grande do Sul - Renata Fan |
| 2º. Lugar               | - Rio de Janeiro - Paula Carvalho |
| 3º. Lugar               | - Minas Gerais - Alessandra Nascimento                                                                                                 |
| 4º. Lugar               | - Mato Grosso - Karine Bonatto |
| 5º. Lugar               | - Santa Catarina - Aline Schmitt |
| (TOP 10) Semifinalistas | - Amapá - Luciana Santos - Brasília - Barbara Fonseca - Pará - Renata França - Paraná - Marken Valerius - São Paulo - Melissa Naldinho |

### Prêmios Especiais
Foram distribuídos os seguintes prêmios este ano:
| Prêmio              | Estado e Candidata               |
| ------------------- | -------------------------------- |
| Miss Simpatia       | - Goiás - Thays Bitencourt       |
| Miss Fotogenia      | - Rio Grande do Sul - Renata Fan |
| Melhor Traje Típico | - Mato Grosso - Karine Bonatto   |

## Candidatas
Disputaram o título este ano:
| - Acre - Gleiciane da Silva Gattas Dias - Alagoas - Elena Cristina Bomfim da Silva - Amapá - Luciana Alves dos Santos - Amazonas - Joice Lima Barros - Bahia - Maria Carolina Magnavita Oliveira - Brasília - Barbara Kelly Cezar Fonseca - Ceará - Geisa Jinkings de Oliveira - Espírito Santo - Kátia Peterle Camargos - Goiás - Thays Bittencourt - Maranhão - Amélia Cristina Araújo Ferreira - Mato Grosso - Karine Bonatto - Mato Grosso do Sul - Mirian Jackeline Stech Pavão - Minas Gerais - Alessandra Ferreira do Nascimento - Pará - Renata Karolyne Brasil França | - Paraíba - Juliana Pereira Luna - Paraná - Marken Maria Valerius - Pernambuco - Jadilza Bernardo de Carvalho - Piauí - Lilyan de Melo Barros - Rio de Janeiro - Paula de Souza Carvalho - Rio Grande do Norte - Tatiana Santos - Rio Grande do Sul - Renata Bomfiglio Fan - Rondônia - Priscila Giacomolli - Roraima - Thelma Silva de Araújo - Santa Catarina - Aline Schmitt Crescêncio - São Paulo - Melissa Naldinho Coelho Barbosa - Sergipe - Fernanda Lacerda de Souza - Tocantins - Luziane Baierle |

## Repercussão na Mídia

### Resultado final
Na coluna social "Mix - Estilo & Gossips" do jornal "Tribuna da Imprensa", o jornalista Márcio Gomes assim declarou sobre o evento:
| “ | Concurso Miss Brasil está feito a Greta Garbo - acabou no "Irajá". No "irajá" da armação, no "irajá" do "quem dá mais" pelo cetro e coroa, ainda que a coluna aqui respeite e tanto o Irajá, bairro, do Rio. Bem, a vencedora foi a gaúcha, linda, mas nada tanto. Houve gritaria na leitura do resultado. Deise Nunes, ex-Miss Brasil, que apresentava a noite, teria se desentendido na coxia com os organizadores (eu tive um olheiro nos bastidores anotando tudo). Com um resultado nas mãos, a moça teria recebido um outro, vindo de novas direções, que não as dos jurados, trazendo como beneficiária uma conterrânea do governador Brizola. Deise teria dito em alto som: "O que é isso? Vocês estão me comprometendo, eu tenho a minha reputação". Reputação por reputação, eis que o resultado armado foi divulgado, e todos os cariocas foram para casa amuados, já que Paula, representante do Rio de Janeiro, tinha muito mais "elã" de Miss. | ” |

O colunista social "Pinheiro" do "Jornal Alto Madeira" (de Rondônia) assim publicou na edição de 26 de abril de 1999:
| “ | A nova Miss Brasil, Renata Fan, ganhou, de suas concorrentes, o título de mais antipática; considerada arrogante e desagradável, ficou vários dias isolada (antes do concurso) e quando foi anunciada sua vitória o público presente manifestou-se gritando "marmelada" inconformado com o segundo lugar da candidata carioca. Karine Bonatto, de Mato Grosso, era a preferida das misses participantes. Ficou no quarto lugar. Este ano o concurso contou com a participação de quatro candidatas negras, que foram aplaudidíssimas: Geise Jinkings, do Ceará; Amélia Ferreira, do Maranhão; Alessandra do Nascimento, de Minas Gerais e Tatiane Santos, do Rio Grande do Norte. Dizem que o crédito para tantas candidatas "colored" participarem é porque a Miss Universo 98 é negra, e o certame Miss Universo deste ano será em Trinidad e Tobago, ilha que possui mais de 80 por cento da população negra. | ” |